# Vito Fovio
Vito Fovio (Fasano, 12 settembre 1979) è un ex pallamanista e allenatore di pallamano italiano.

## Carriera

### Giocatore

#### Club

##### Junior Fasano, Conversano e Casarano
Con Fasano Fovio muove i primi passi in prima squadra, ottenendo nel 1995 la promozione dalla Serie B alla Serie A2 e nel 1999 il salto in Serie A1.
Nella stagione 2001-2002 però il Fasano retrocede in seconda divisione.
Data la retrocessione ottenuta sul campo con la Junior Fasano, dal 2002 al 2006 Fovio è il portiere del Conversano. Nel club biancoverde vince i suoi primi trofei, consistenti in tre scudetti e due coppe Italia. 
Dall'estate del 2006 il portiere pugliese si sposta nella vicina Casarano per abbracciare il progetto della squadra rossoblù. Anche qua Fovio vince tutto ciò che poteva a livello nazionale.

##### Noci e Bozen
Il 18 luglio 2010 viene ufficializzato il suo trasferimento all'Intini Noci.
Il 17 luglio 2012 Fovio si trasferisce al SSV Bozen. Con gli altoatesini vince tutto a livello nazionale.

##### Il ritorno alla Junior Fasano
Dopo undici anni, il 18 giugno 2013 la Pallamano Junior Fasano annuncia il ritorno di Fovio. Con Fasano Fovio porta la squadra biancoblù ai primi titoli della storia della società.

##### Siena
A giugno 2019, alla soglia dei quarant'anni, il portiere fasanese lascia nuovamente il sodalizio pugliese per spostarsi in Toscana, alla neonata Handball Siena. Con la maglia bianconera gioca poco visto anche un infortunio al braccio che lo costringe ad iniziare la stagione in tribuna.

##### Il secondo ritorno alla Junior
Il 27 maggio 2020 a seguito della risoluzione consensuale del contratto che lo legava al Siena, fa ritorno per la seconda volta in carriera alla Junior Fasano.
Il 18 maggio 2022 in gara-1 di semifinale scudetto contro Brixen, a seguito di un atterraggio dopo una parata Fovio si rompe il crociato, chiudendo la stagione in anticipo. A giugno decide di dire basta alla pallamano giocata visti i tempi di recupero troppo lunghi.

#### Nazionale
Fovio gioca in nazionale dal 2004 al 2019, partecipando a numerose qualificazioni a Europei e Mondiali.

### Allenatore

#### Junior Fasano
Il 22 luglio è ufficiale il suo ingaggio come preparatore dei portieri della Junior Fasano. Dalla terza giornata del campionato 2022-2023 è nominato nuovo direttore tecnico della prima squadra, subentrando a Giuseppe Crastolla che aveva sostituito il dimissionario Francesco Ancona.
Il 5 febbraio 2023 guida la squadra nelle Final8 di Coppa Italia fino alla finale, perdendo solamente per una rete di scarto la sua prima finale da allenatore. Il 20 maggio 2023 si laurea campione d'Italia vincendo la serie di finale contro la Raimond Sassari.
L'anno seguente si ripete in campionato, questa volta sconfiggendo Brixen, ma nelle altre competizioni esce subito al primo turno. Al termine della stagione non rinnova il contratto, lasciando quindi la panchine di Fasano.

## Palmarès

### Giocatore

#### Club
- Campionato italiano di pallamano maschile: 10

Conversano: 2002-03, 2003-04, 2005-06
Casarano: 2006-07, 2007-08, 2008-09
Bozen: 2012-13
Junior Fasano: 2013-14, 2015-16, 2017-18
- Coppa Italia (pallamano maschile): 8

Conversano: 2002-03, 2005-06
Casarano: 2006-07, 2007-08
Bozen: 2012-13
Junior Fasano: 2013-14, 2015-16, 2016-17
- Supercoppa italiana (pallamano maschile): 4

Casarano: 2007, 2008
Bozen: 2012
Junior Fasano: 2016

#### Individuale
- FIGH Awards:

Miglior portiere 2013
Miglior portiere 2014

### Allenatore
- Campionato italiano di pallamano maschile: 2

Junior Fasano: 2022-23, 2023-24

## Statistiche

### Statistiche da allenatore
Statistiche aggiornate al 3 giugno 2024. In grassetto le competizioni vinte.
| Stagione             | Squadra              | Campionato           | Campionato | Campionato | Campionato | Campionato | Coppe nazionali | Coppe nazionali | Coppe nazionali | Coppe nazionali | Coppe nazionali | Coppe continentali | Coppe continentali | Coppe continentali | Coppe continentali | Coppe continentali | Altre coppe | Altre coppe | Altre coppe | Altre coppe | Altre coppe | Totale | Totale | Totale | Totale | % Vittorie | Piazzamento                   |
| Stagione             | Squadra              | Comp                 | G          | V          | N          | P          | Comp            | G               | V               | N               | P               | Comp               | G                  | V                  | N                  | P                  | Comp        | G           | V           | N           | P           | G      | V      | N      | P      | %          | Piazzamento                   |
| -------------------- | -------------------- | -------------------- | ---------- | ---------- | ---------- | ---------- | --------------- | --------------- | --------------- | --------------- | --------------- | ------------------ | ------------------ | ------------------ | ------------------ | ------------------ | ----------- | ----------- | ----------- | ----------- | ----------- | ------ | ------ | ------ | ------ | ---------- | ----------------------------- |
| 2022-2023            | Junior Fasano        | A                    | 24+5       | 18+3       | 1+1        | 5+1        | CI              | 3               | 2               | 0               | 1               | EC                 | 6                  | 2                  | 0                  | 4                  | -           | -           | -           | -           | -           | 38     | 25     | 2      | 11     | 65,79      | Subentrato, Campione d'Italia |
| 2023-2024            | Junior Fasano        | A                    | 26+5       | 21+4       | 1          | 4+1        | CI              | 1               | 0               | 0               | 1               | EC                 | 2                  | 1                  | 0                  | 1                  | SI          | 1           | 0           | 0           | 1           | 35     | 26     | 1      | 8      | 74,29      | Campione d'Italia             |
| Totale Junior Fasano | Totale Junior Fasano | Totale Junior Fasano | 60         | 46         | 3          | 11         |                 | 4               | 2               | 0               | 2               |                    | 8                  | 3                  | 0                  | 5                  |             | 1           | 0           | 0           | 1           | 73     | 51     | 3      | 19     | 69,86      |                               |
| Totale carriera      | Totale carriera      | Totale carriera      | 60         | 46         | 3          | 11         |                 | 4               | 2               | 0               | 2               |                    | 8                  | 3                  | 0                  | 5                  |             | 1           | 0           | 0           | 1           | 73     | 51     | 3      | 19     | 69,86      |                               |